# 문치미르

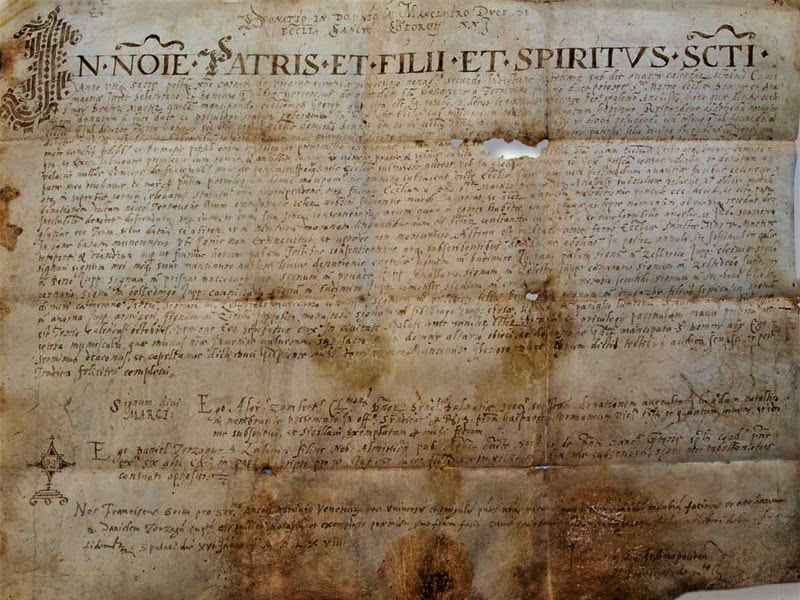
문치미르 공작의 이름이 등장한 892년 헌장

문치미르(크로아티아어: Muncimir, 라틴어: Muncimiro 뭉키미로[*], 생년 미상 ~ 910년)는 크로아티아의 공작(재위: 892년 ~ 910년)이다. 트르피미로비치 왕조(Trpimirović) 출신이다.

## 생애
트르피미르 1세(Trpimir I)의 아들로 태어났다. 864년 트르피미르 1세가 사망한 이후에 일어난 반란으로 인해 즈데슬라브(Zdeslav), 페타르(Petar) 형제와 함께 콘스탄티노폴리스로 망명했다. 892년 브라니미르 공작의 뒤를 이어 크로아티아의 공작으로 즉위했다.
문치미르 공작은 크로아티아가 교황, 비잔티움 제국의 지배로부터 독립을 이룩했으며 자신을 "하느님의 도움을 받은 크로아티아인의 공작"(divino munere Croatorum dux)으로 명명했다. 또한 스플리트 주교구의 지위를 복원하고 교회가 소유한 토지의 지위를 강화했다. 크로아티아의 공작위는 토미슬라브(Tomislav)가 승계받았다.
| 전임 브라니미르 | 크로아티아의 공작 892년 ~ 910년 | 후임 토미슬라브 |